# Väinö Raitio

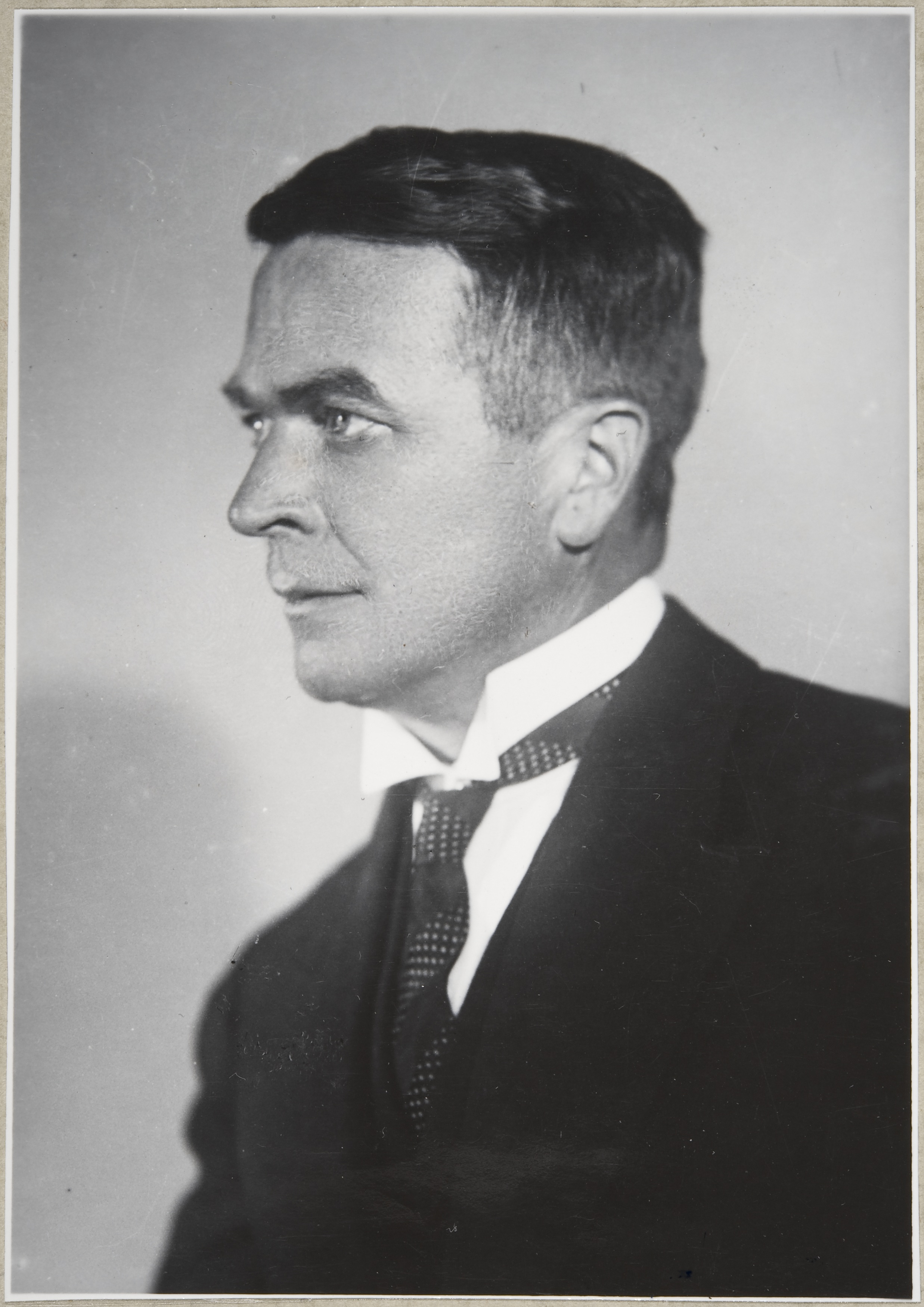
Väinö Raitio.

Väinö Eerikki Raitio, född 15 april 1891 i Sordavala, död 10 september 1945 i Helsingfors, var en finländsk tonsättare.
Raitio var jämte Aarre Merikanto och Ernest Pingoud banbrytare inom den finländska 1920-talsmodernismen. Han komponerade bland annat en symfoni, ett tiotal symfoniska dikter (däribland Svanarna, Fantasia poetica, Fantasia estatica, Antigone samt Månsken på Jupiter), instrumentalkonserter, baletten Vattenskulptur, skådespelsmusik samt fem operor, t.ex. Jeftas dotter (1931), Prinsessan Cecilia (1936) och Två drottningar (1944).